# Палефат
Палефат (др.-греч. Παλαίφατος «легендарный», «о котором издавна говорят») — имя нескольких древнегреческих авторов. Согласно словарю Суды, было четыре поэта с таким именем: один относится к мифической эпохе, а три — к исторической.
Этим авторам, а также их последователю Гераклиту-парадоксографу, приписываются сочинения, опровергающие древнегреческие мифы, под общим названием «О невероятном».

## Мифический Палефат
Сын Гермеса и дельфийской жрицы, эпический поэт. По другим версиям, он был сыном Актея и Бойи, или Иокла [конъектура — Диокла] и Метаниры, или Гермеса. Также так называли одного из сыновей муз. Написал ряд поэм, которые не сохранились.

## Писатель Палефат
По мнению В. Н. Ярхо, исторический Палефат был только один. Вероятно, он жил в IV в. до н. э. и был перипатетиком (школа Аристотеля). Под его именем сохранилось небольшое прозаическое сочинение «О невероятном» (Ярхо указывает его как первый сохранившийся до наших времён труд по мифографии), анализирующее мифологию и опровергавшее мифы с позиции реализма и эвгемеризма.
Произведение «О невероятном» схоже с произведением автора Гераклита-парадоксографа, жившего не ранее III века, чьё сочинение называют так же. Возможно, он основывался на не сохранившемся полном оригинале сочинения Палефата, изначально содержавшем несколько трактовок каждого мифа.